# Edward Hovell-Thurlow (2e baron Thurlow)
Edward Hovell-Thurlow, 2e baron Thurlow (1781-1829) est un noble et un poète. En 1814, il prend sous licence royale le nom additionnel de Hovell, en mémoire de son ancêtre Richard Hovell.

## Biographie

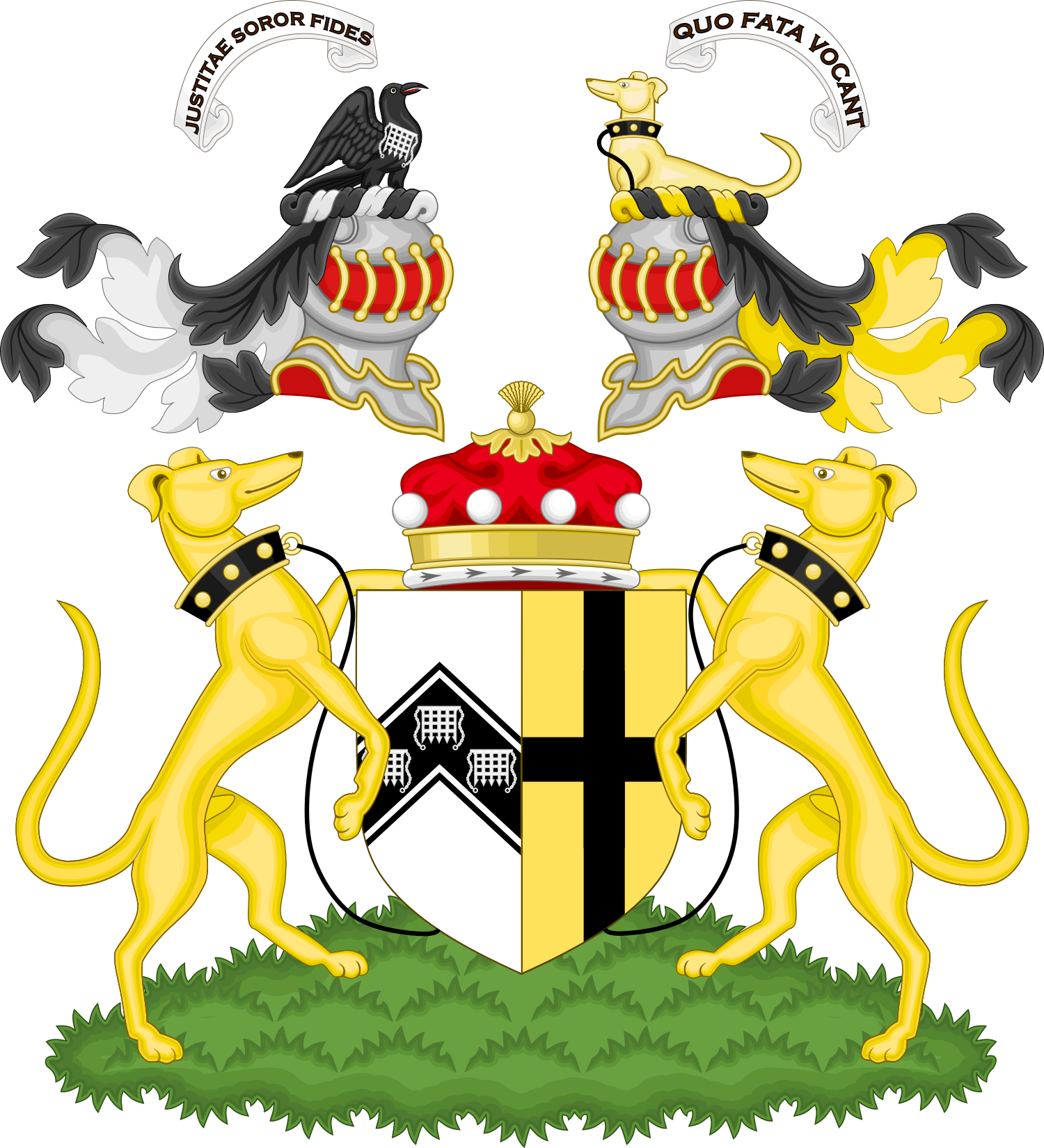
Armes d'Edward Howell-Thurlow

Il est le fils aîné de Thomas Thurlow évêque de Durham, et Anne, fille de William Bere de Lymington, dans le Hampshire et neveu de Edward Thurlow (1er baron Thurlow). Né au Temple (en), à Londres, le 10 juin 1781, il fait ses études à la Charterhouse School et au Magdalen College d'Oxford, où il s'installe le 17 mai 1798 et obtient une maîtrise le 16 juillet 1801.
À la mort de son oncle le 1er baron, il lui succède à la baronnie de Thurlow, de Thurlow dans le Suffolk, le 12 septembre 1806, mais ne siège à la Chambre des lords que le 29 novembre 1810. En commémoration de son ancêtre Richard Hovell, garde du corps d'Henry V, il ajoute à Thurlow le nom supplémentaire de Hovell par licence royale, en date du 8 juillet 1814.
Il est nommé le 30 décembre 1785 comme l'un des greffiers du diocèse de Lincoln et, en 1788, greffier de la garde des idiots et des fous. A ces postes s'ajoutent ceux de greffier des présentations au bureau du petit sac (1796), des patentes de commissions de faillite (1803) et greffier du Hanaper (1821). Il les conserve tous jusqu'à sa mort à Brighton le 4 juin 1829.

## Travaux
Thurlow édite, à Londres, en 1810, Defense of Poesy de Philip Sidney, avec des sonnets originaux. Ils sont réimprimés, avec Hermilda, à la manière de Tasso, en vers à plusieurs reprises, à Londres, en 1812 ; deuxième édition élargie intitulée Poèmes sur plusieurs occasions, 1813. Il publie également :
- Ariane: un poème en trois parties, Carmen Britannicum, en l'honneur du prince régent, et La fille du doge: un poème, avec des traductions d'Anacréon et d'Horace, toutes publiées à Londres en 1814
- Select Poems, imprimé en privé à Chiswick en 1821
- Angelica, ou le viol de Proteus, une continuation de La Tempête de Shakespeare, 1822.

Il contribue au Gentleman's Magazine, dans lequel est paru (avril 1813) ses lignes sur l'épître à un ami de Rogers, parodiées par Lord Byron. Thomas Moore a critiqué son affectation en 1814.

## Famille
Thurlow épouse à St. Martin's in the Fields le 13 novembre 1813 l'actrice Mary Catherine Bolton (en) (décédée en 1830), fille aînée de l'avocat James Richard Bolton. Ils ont trois fils, dont Edward Thomas qui succède à son père dans le titre de baron.